# Мобіна Алінасаб
Мобіна Алінасаб (перс. مبینا علی‌نسب; нар. 7 серпня 2000) — іранська шахістка, міжнародний майстер. У 2017 році стала чемпіонкою Ірану з шахів і стала єдиною представницею Ірану на Чемпіонаті світу із шахів серед жінок 2018. 